# Ariane Labed
Ariane Labed (Atene, 8 maggio 1984) è un'attrice francese.

## Biografia
Nata in Grecia da genitori francesi, è cresciuta con la famiglia in giro per l'Europa, tra Grecia, Francia e Germania. Dopo aver studiato all'Università della Provenza, è diventata membro fondatore della Compagnia di Teatro Vasistas. Nel corso della 67ª Mostra internazionale d'arte cinematografica di Venezia è stata premiata con la Coppa Volpi per la migliore interpretazione femminile per la sua parte nel film Attenberg di Athina Rachel Tsangari. 

### Vita privata
È sposata con il regista greco Yorgos Lanthimos. 

## Filmografia

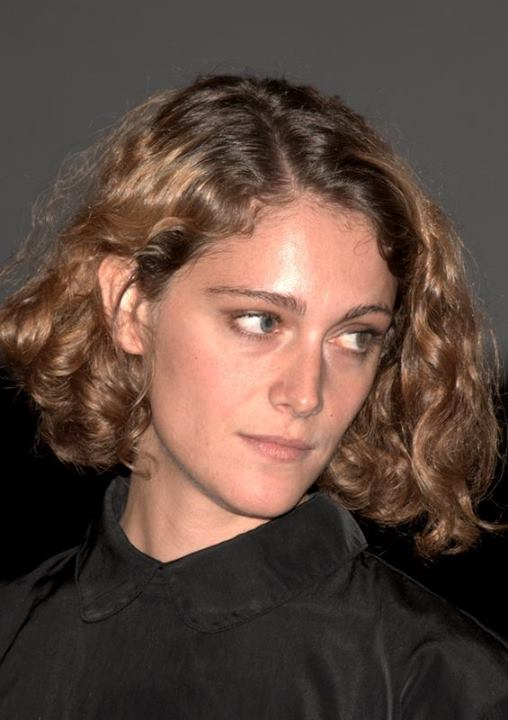
Ariane Labed alla prima di Une place sur la Terre, 2013

### Cinema
- Attenberg, regia di Athīna Rachīl Tsaggarī (2010)
- Alps (Alpeis), regia di Yorgos Lanthimos (2011)
- Before Midnight, regia di Richard Linklater (2013)
- Une place sur la Terre, regia di Fabienne Godet (2013)
- Magic Man, regia di Guy Nattiv e Erez Tadmor (2014)
- Intimate Semaphores, regia di T.J. Misny (2014)
- La Diagonale du fils, regia di Nicolas Guicheteau (2014)
- Love Island, regia di Jasmila Žbanić (2014)
- Fidelio, l'odyssée d'Alice, regia di Lucie Borleteau (2014)
- The Forbidden Room, regia di Guy Maddin e Evan Johnson (2015)
- The Lobster, regia di Yorgos Lanthimos (2015)
- Pregiudizio (Préjudice), regia di Antoine Cuypers (2015)
- Malgré la nuit, regia di Philippe Grandrieux (2015)
- Seances, regia di Guy Maddin (2016)
- Voir du pays, regia di Delphine e Muriel Coulin (2016)
- Assassin's Creed, regia di Justin Kurzel (2016)
- Maria Maddalena (Mary Magdalene), regia di Garth Davis (2018)
- The Souvenir, regia di Joanna Hogg (2019)
- The Souvenir: Part II, regia di Joanna Hogg (2021)
- The Brutalist, regia di Brady Corbet (2024)

### Regista
- Olla (2019)

### Televisione
- Black Mirror – serie TV, episodio 3x05 (2016)
- L'opera (L'Opéra) – serie TV (2021-in corso)

## Riconoscimenti
- 2010 – Mostra internazionale d'arte cinematografica[1]
  - Coppa Volpi per la migliore interpretazione femminile per Attenberg

- 2011 – Festival Premiers Plans d'Angers[2]
  - Premio Mademoiselle Ladubay per la migliore interpretazione femminile per Attenberg

- 2011 – Hellenic Film Academy Awards[3]
  - Miglior attrice protagonista per Attenberg

- 2014 – Locarno Festival[4]
  - Pardo per la miglior interpretazione femminile per Fidelio, l'odyssée d'Alice

- 2015 – Premio Lumière[5]
  - Candidatura alla rivelazione femminile per Fidelio, l'odyssée d'Alice

- 2015 – Premio César[6]
  - Candidatura per la migliore promessa femminile per Fidelio, l'odyssée d'Alice

## Doppiatrici italiane
Nelle versioni in italiano delle opere in cui ha recitato, Ariane Labed è stata doppiata da:
- Valentina Mari in The Lobster
- Benedetta Ponticelli in Alps
- Mattea Serpelloni in Black Mirror
- Gaia Bolognesi in Maria Maddalena
- Ludovica De Caro ne L'opera
- Letizia Scifoni in The Brutalist